# Free Money
Free Money ist eine kanadische Filmkomödie mit schwarzem Humor von Yves Simoneau aus dem Jahr 1998. Die Hauptrollen spielten Charlie Sheen und Marlon Brando.

## Handlung
Gefängnisdirektor Sorenson, genannt der Schwede, verheiratet widerwillig seine geliebten Zwillingstöchter Inga und Liv, weil sie angeblich schwanger sind, mit den Taugenichtsen Bud und Larry.
Er macht sich gemeinsam mit Richter Rausenberg eigene Gesetze und erschießt bei einem Ausbruchsversuch aus dem Gefängnis einen Flüchtigen, der Türke genannt wird. Die FBI-Agentin Karen Polarski, die Tochter des Richters, untersucht diesen und vorhergehende ähnliche Fälle.
Der Schwede ist mürrisch und aufbrausend. Er führt ein strenges Kommando im Gefängnis und zuhause über Bud und Larry. Sie müssen die Hausarbeit erledigen, nur einmal im Monat ist Sex erlaubt, und durch die Schießwütigkeit ihres Schwiegervaters fühlen sie sich zu Recht in ihrer Sicherheit bedroht. Die jungen Männer suchen einen Ausweg aus diesem tristen Leben und rauben einen Geldzug aus. Als Bud unvorsichtigerweise etwas Geld ausgibt, wird er verhaftet und vom Richter zu 20 Jahren Staatsgefängnis verurteilt. Im Knast wird er wiederholt zusammengeschlagen. Inga und Liv flirten inzwischen mit anderen Jungs. Deshalb schlägt Larry, der in der Gefängnisküche arbeitet, den Direktor bewusstlos und flieht mit Bud. Der erwachende Schwede will die beiden in einer Müllpresse ins Jenseits befördern. Sie werden aber von der FBI-Agentin gerettet, die den Schweden anschießt. Er wandert ins Gefängnis, das nun von einem neuen Direktor geleitet wird. Irgendwo in Südamerika genießen Bud und Larry ihr neues Leben mit dem Geld vom Zugüberfall. Getrübt wird ihre Freude, als ihnen ihre Freundinnen den korpulenten Vater vorstellen.

## Kritiken
Es wurde kritisiert, dass das Potential der vielen guten Schauspieler vom Regisseur nicht genutzt wurde.
- Laut Cinema setzte „Yves Simoneau (Nürnberg Im Namen der Menschlichkeit) sein wenig originelles, oft peinliches Fargo-Plagiat ohne Witz und Charme in Szene.“[1]

- Das Lexikon des internationalen Films beschrieb den Film als „mitunter recht derbe Komödie in guter Besetzung, in der Marlon Brando noch einmal das Porträt des 'Ober-Paten' geben kann.“[2]

- www.tvtv.de lobte die schauspielerische Glanzleistung Brandos und meinte, dass auch Donald Sutherland und Charlie Sheen ein amüsantes und professionelles Spiel abliefern und die Komödie zu einem echten Volltreffer werden lassen.

## Hintergrundinformationen
Das Budget betrug etwa 30 Millionen US-Dollar. Trotz der vielen Stars lief der fürs Kino gedachte Film nur auf einem kleinen US-Kabelsender.
Im deutschsprachigen Raum gab es Fernsehausstrahlungen, und seit April 1999 gibt es VHS-Kassetten mit einer Laufzeit von ca. 90 Minuten. Eine englische DVD ist in Großbritannien oder den USA erhältlich. Ebenso publizierte Kinowelt 2007 eine deutsch- und englischsprachige DVD.